# Steckborn (gemeente)
Steckborn is een gemeente en plaats in het Zwitserse kanton Thurgau, en maakt deel uit van het district Frauenfeld. Steckborn telt 3398 inwoners.

## Geboren
- Arnold Hoechel (1889-1974), architect, hoogleraar en redacteur